# Civil Twilight
Civil Twilight — інді-рок гурт з міста Кейптаун, що в Південно-Африканській Республіці. Колектив складається з двох рідних братів ― Ендрю і Стівена Маккелларів, барабанщика Річарда Вутерса та клавішника Кевіна Дейлі. Хлопці співпрацюють з студією «Wind-up Records», де випустили три альбоми: «Civil Twilight» (2010 року), «Holy Weather» (2012) та «Story of an Immigrant» (2015).

## Походження та формування
Гурт родом з міста Кейптаун (Південно-Африканської Республіки). Починали як тріо, яке хотіло грати щось схоже на The Police і ранній U2, Muse, Jeff Buckley та Radiohead. Їхня музика була описана як суміш пристрасного вокалу та саморобної класичної інструменталки. Брати Ендрю і Стівен Маккеллер виростали в музичній родині, маючи змогу досліджувати джаз-колекцію альбомів батька, під час того як мама грала в домі на фортепіано.
Ендрю Маккеллер створив підлітковий гурт з однокласником Річардом Вутерсом, який тільки починав грати на барабанах. Обидвоє домовились збиратися регулярно на репетиції; водночас Ендрю Маккеллер виявив, що його брат може співати та писати непогані пісні. Троє музикантів стали грати разом, при цьому Стівен погодився навчитися грати ще на бас-гітарі.

## Музична кар'єра
Civil Twilight провели декілька років практикуючись в залах місцевих церков та гаражах. Згодом виступали на місцевій клубній сцені, де отримували схвальні відгуки. У серпні 2005 року, після того як учасники гурту закінчили навчання, колектив переїхав у Лос-Анджелес, США. Хлопці одразу підписали контракт з маловідомим інді-лейблом «One October», який спродюсував їхній перший запис пісні «Human».
В 2008 році самостійно випустили альбом, який мав таку ж назву як і гурт. Їхній перший реліз альбому дав колективу значний імпульс. Багато пісень зі збірки з'явилися на телебаченні, наприклад у серіалах Доктор Гаус, Школа виживання, Термінатор: Хроніки Сари Коннор. Після першої вдалої музичної збірки, хлопці переїхали в Нашвілл, де підписали контракт з лейблом «Wind-up Records». У квітні 2010 року гурт перезаписав свою першу платівку, випустивши її студійно. 
Їхній другий альбом «Holy Weather» вийшов 26 березня 2012 року. Саме в цей час до тріо приєднався четвертий учасник Кевін Дейлі.
В жовтні 2017 року на концерті пам'яті Честера Беннінгтона ― «Linkin Park and Friends: Celebrate Life in Honor of Chester Bennington» ― Майк Шинода (один з виконавців Linkin Park) розказав, що Талінда, вдова Честера Беннігтона, описувала як Беннінгтон «фанатів» від голосу Стівена Маккеллара, тому власне вокаліст Civil Twilight і був запрошений на концерт пам'яті, де виконував такі пісні Linkin Park як «Nobody Can Save Me» та «Waiting for the End».

## Учасники
- Стівен Маккеллер – вокал,бас-гітара,клавіші
- Ендрю Маккеллер – гітара
- Річард Вутерс – барабани, перкусія
- Кевін Дейлі - клавіші, бек-вокал

## Дискографія

### Студійні альбоми
| Назва альбому         | Деталі                                                                                 | Найвища позиція в чарті | Найвища позиція в чарті | Найвища позиція в чарті | Найвища позиція в чарті |  |
| Назва альбому         | Деталі                                                                                 | US                      | US Alt.                 | US Heat.                | US Rock                 |  |
| --------------------- | -------------------------------------------------------------------------------------- | ----------------------- | ----------------------- | ----------------------- | ----------------------- |  |
| Civil Twilight        | - Презентований: 6 квітня 2010 - Лейбл: «Wind-up» - Формати: CD, цифрове завантаження  | —                       | —                       | 16                      | —                       |  |
| Holy Weather          | - Презентований: 26 травня 2012 - Лейбл: «Wind-up» - Формати: CD, цифрове завантаження | 124                     | 20                      | 3                       | 31                      |  |
| Story of an Immigrant | - Презентований: 10 липня 2015 - Лейбл: «Wind-up» - Формати: CD, цифрове завантаження  | —                       | —                       | 4                       | —                       |  |
|                       |                                                                                        |                         |                         |                         |                         |  |

### Мініальбоми
- iTunes Live from SoHo ― 2010
- Holy Weather Remix EP ― 2012

### Сингли
| Назва синглу            | Рік  | Найвища позиція в чартах | Найвища позиція в чартах | Назва альбому          |
| Назва синглу            | Рік  | US Alt.                  | US Rock                  | Назва альбому          |
| ----------------------- | ---- | ------------------------ | ------------------------ | ---------------------- |
| «Quiet in My Town»      | 2009 | —                        | —                        | Civil Twilight         |
| «Letters from the Sky»  | 2009 | 7                        | 25                       | Civil Twilight         |
| «Soldier»               | 2009 | —                        | —                        | Civil Twilight         |
| «Anybody Out There»     | 2010 | —                        | —                        | Civil Twilight         |
| «Next to Me»            | 2011 | —                        | —                        | Civil Twilight         |
| «Fire Escape»           | 2012 | 21                       | 44                       | Holy Weather           |
| «River»                 | 2012 | —                        | —                        | Holy Weather           |
| «Too Far Gone»          | 2013 | —                        | —                        | поза альбомною збіркою |
| «Story Of An Immigrant» | 2015 | —                        | —                        | Story of an Immigrant  |
| «Holy Dove»             | 2015 | 38                       | —                        | Story of an Immigrant  |
|                         |      |                          |                          |                        |

## Поява музики на телебаченні та в кіно
| Пісня                     | Назва відеопродукту |
| ------------------------- | --- |
| "Human"                   | - Blackstone (TV series) - Шпигунка - Without a Trace - Доктор Хаус - WWE промо для Брета Гарта/Вінса Макмена в поєдинку на Реслманії XXVI - Щоденники вампіра - Star-Crossed |
| "Quiet in My Town"        | - Школа виживання - Celebrity Rehab with Dr. Drew |
| "Letters from the Sky"    | - Harper's Island - Школа виживання - Термінатор: Хроніки Сари Коннор - WWE промо для Джон Сіна/Ренді Ортона в поєдинку на WWE Bragging Rights (2009) - Велике кохання Season 5 trailer - Celebrity Rehab with Dr. Drew Сезон 4, Епізод 10 - Jimmy Kimmel 27 квітня 2010 - Я номер чотири - 24/7 Pacquiao vs. Margarito Епізод 1 - Подія - A Gifted Man Сезон 1. - The Voice UK - WWE промо для Джон Сіна/The Rock в поєдинку на Реслманії 29 - Defiance промо - Схід Трейлер - Necessary Roughness Сезон 2, Епізод 1 - Залишені Trailer - Первородні Сезон 2, Епізод 6 (Wheel Inside the Wheel) - The Mentalist Сезон 7, Епізод 10 (Nothing Gold Can Stay) - Безсоромні Сезон 8, Епізод 7 (Occupy Fiona) |
| "Next to Me"              | - Degrassi - Сезон 10 Епізод "Try Honesty-Part 1"" - Стріла Сезон 1, Muse of Fire |
| "Fire Escape"             | - Щоденники вампіра - Милі ошуканки Сезон 3, Епізод 11 - Кіллджойс Сезон 1, Епізод 1 |
| "Dying to Be Born"        | Щоденники вампіра |
| "How'm I Supposed to Die" | - Underworld: Awakening - Wynonna Earp Сезон 1, Епізод 3 (Leavin' on Your Mind) |
| "Come As You Are"         | Defiance Сезон 1, Епізод 2 |
| "Too Far Gone"            | Low Winter Sun Сезон 1, Епізод 3 |
| "The Courage or the Fall" | - Стріла Сезон 3, Епізод 2 - Deadbeat Сезон 1, Епізод 9 - Милі ошуканки Сезон 4, Епізод 18 |
| "Holy Dove"               | - Сутінкові мисливці Сезон 1, Епізод 3 - Квантико Сезон 1 |